# Samoth
Samoth, pseudonimo di Tomas Thormodsæter Haugen (Hammerfest, 9 giugno 1974), è un musicista norvegese, personaggio di spicco della scena black metal del paese norreno.
È molto noto anche per il suo apporto chitarristico negli Emperor e nel gruppo death metal Zyklon. Con quest'ultimi ha utilizzato lo pseudonimo Zamoth, mentre nelle primissime uscite è accreditato come Samoth. Samoth è proprietario dell'etichetta discografica Nocturnal Art Productions.

## Biografia

### Gli Emperor
Samoth incontrò il suo futuro collega Ihsahn quando era ancora molto giovane, in occasione di un seminario di musica rock. I due divennero rapidamente amici e cominciarono a suonare assieme, decidendo di formare un gruppo che cambiò nome svariate volte: si passò da Dark Device a Xerasia o ancora Embryonic fino a optare stabilmente per Thou Shalt Suffer nel 1991. I Thou Shalt Suffer suonavano una primitiva forma di black metal pesantemente influenzato dal death metal, soprattutto sul piano vocale.
L'amicizia tra Samoth e Ihsahn si dimostrò forte e finalmente i due svilupparono le loro abilità musicali ma, per alcuni motivi, tra i quali ci fu sicuramente l'influenza di Euronymous dei Mayhem, Samoth sciolse i Thou Shalt Suffer per comporre musica in un nuovo gruppo chiamato Emperor (nel quale suonava la batteria). 
Ihsahn, unico membro dei Thou Shalt Suffer rimasto, decise di seguire l'amico, reclutando come bassista Mortiis e come batterista Bård Faust; al che Samoth tornò alla sua posizione più congeniale, quella del chitarrista. Gli Emperor, che a questo punto suonavano pienamente black metal, pubblicarono presto svariati demo durante il 1992 e il 1993 che fecero loro guadagnare visibilità e popolarità nel circuito underground.

### I problemi legali
In questo periodo gli appartenenti all'Inner circle, tra cui Samoth con il futuro bassista degli Emperor, ovvero Tchort, il batterista Bård Faust, alcuni membri dei Mayhem e Varg Vikernes (Burzum), si resero colpevoli di numerosi incendi di chiese che gettarono nel terrore la Norvegia nei primi anni novanta. Samoth, Tchort e Faust (oltre a molti altri) vennero arrestati e condannati, costringendo gli Emperor a prendersi una pausa di tre anni fino alla scarcerazione di Samoth, quando fecero uscire il loro secondo album.

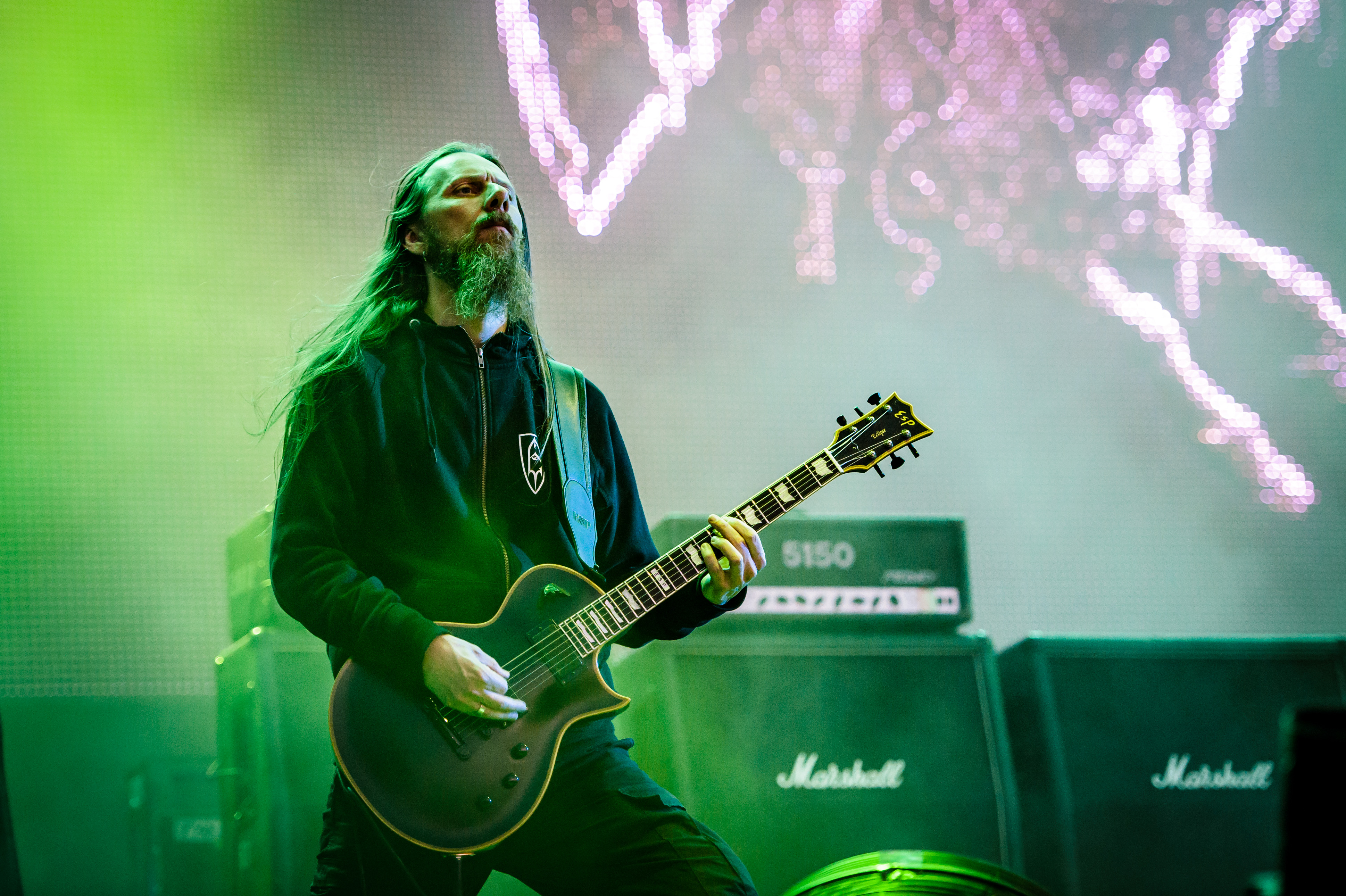
Samoth nel 2017

### Dopo gli Emperor
Dopo anni passati a suonare con gli Emperor, ed essere apparso in vari gruppi e side project black metal, Samoth, d'accordo con Ihsahn, decise di sciogliere gli Emperor nel 2001, decisione dovuta ai loro differenti gusti musicali. Samoth infatti tendeva verso un futuristico death metal, mentre Ihsahn era più influenzato dal gothic metal e dal symphonic metal. Dopo l'ultima uscita degli Emperor, Prometheus: The Discipline of Fire & Demise, composta interamente da Ihsahn, il gruppo ha cessato di esistere.
Nel 2016 è stato annunciato che gli Emperor si riuniranno per qualche show al Norway's Inferno Festival e al Wacken Open Air in Germania. Samoth, che continua a suonare con l'ex compagno Trym nella combo blackened death metal degli Zyklon. È anche coinvolto nel supergruppo Norvegese-americano SCUM.

### Vita privata
Samoth è stato sposato con Andrea "Nebel" Meyer e ha avuto una figlia. Dopo il divorzio si è risposato con la canadese Erin con cui ha avuto un'altra figlia.

## Discografia
- Thou Shalt Suffer - Into the Woods of Belial [Demo] - (1991) (chitarra)
- Thou Shalt Suffer - Open the Mysteries of Your Creations [Demo] - (1991) (chitarra)
- Emperor - Wrath of the Tyrant [Demo] - (1992) (Batteria)
- Ildjarn - Seven Harmonies of Unknown Truths (Demo) - (1992) (session vocal)
- Emperor - Emperor / Hordanes Land (Split con gli Enslaved) - (1993) (chitarra)
- Burzum - Aske [EP] - (1993) (session basso)
- Emperor - As the Shadows Rise [EP] - (1994) (chitarra)
- Emperor - In the Nightside Eclipse - (1994) (chitarra)
- Gorgoroth - Pentagram - (1994) (basso)
- Satyricon - The Shadowthrone - (1994) (basso)
- Arcturus - Constellation [EP] - (1995) (chitarra)
- Zyklon-B - Blood Must Be Shed [EP] - (1994) (chitarra)
- Emperor - Reverence [EP] - (1997) (chitarra)
- Emperor - Anthems to the Welkin at Dusk - (1997) (chitarra)
- Hagalaz' Runedance- The Winds That Spoke of Midgard's Fate-(1998) (Batteria, viola e contrabbasso)
- Emperor - Thorns Vs. Emperor [Split] - (1999) (chitarra e basso)
- Emperor - IX Equilibrium - (1999) (chitarra)
- Zyklon - World ov Worms - (2001) (chitarra)
- Emperor - Prometheus: The Discipline of Fire & Demise - (2001) (chitarra)
- Zyklon - Aeon - (2003) (chitarra)
- Windir - Valfar, ein Windir - (2004) (chitarra nella reinterpretazione di "Destroy")
- Scum - Gospels for the Sick- (2005) (chitarra)
- Zyklon - Disintegrate - (2006) (chitarra)